# Ludia arguta
Ludia arguta är en fjärilsart som beskrevs av Jordan 1922. Ludia arguta ingår i släktet Ludia och familjen påfågelsspinnare. Inga underarter finns listade i Catalogue of Life.